# نصیب (فیلم ۱۹۸۱)
نصیب (به هندی: Naseeb) یک فیلم به کارگردانی منموهان دسای است که در سال ۱۹۸۱ منتشر شد.

## خلاصه داستان
داستان فیلم نصیب در رابطه با چهار دوست بنامهای رامو، راگوویر، رامدو و جکی است. زمانی که رامدو یک بلیط بخت آزمایی را از یک مرد فقیر می‌گیرد آن را به جکی می‌دهد تا نگه دارد. اما دردسر اصلی زمانی شروع می‌شود که بلیط آنها برنده مبلغ هنگفتی پول می‌شود و رامو و راگوویر با کشتن جکی قتل او را به گردن رامدو می‌اندازند و همچنین او را در دریا غرق می‌کنند. خلافکار نامدار و بزرگی بنام دان رامدو را نجات می‌دهد و به هنگ کنگ می‌برد. سالها بعد فرزندان این چهار دوست بزرگ می‌شوند و هرکدام مشغول کاری هستند. دست سرنوشت بزودی آنها را کنار هم جمع می‌کند تا در برابر دشمنان خود بایستند و…

## بازیگران
- آمیتاب باچان
- هما مالینی
- ریشی کاپور
- پران
- امجد خان
- قادر خان
- آمریش پاری
- پرم چوپرا
- شاکتی کاپور
- درمندرا